# Martin Kübler
Martin Kübler (* 26. Oktober 1947 in Heilbronn) ist ein ehemaliger deutscher Fußballspieler und -trainer.
Die Fußballerkarriere von Martin Kübler begann bei Union Böckingen, wo er alle Jugendmannschaften durchlief und auch die ersten Spielzeiten bei den Senioren spielte. Währenddessen absolvierte er eine Lehre als Verwaltungsinspektor. 1969 wechselte er auf die andere Neckarseite zum VfR Heilbronn, der in diesem Jahr gerade in die (damals zweitklassige) Regionalliga aufgestiegen war. Nach fünf Jahren, in denen der VfR die Klasse halten konnte, stand zum Sommer 1974 die Einführung der zweigleisigen Zweiten Fußball-Bundesliga anstelle der Regionalligen als zweithöchste Spielklasse an. Der Verein steckte damals in finanziellen Schwierigkeiten und verkaufte seine beiden besten Spieler, den technisch versierten Mittelfeld-Regisseur Martin Kübler sowie Torjäger Bernd Hoffmann an den Ligakonkurrenten Karlsruher SC. Beide konnten sich auf Anhieb einen Stammplatz sichern, Kübler absolvierte 37, Hoffmann 38 Spiele und wurde darüber hinaus Torschützenkönig der Zweiten Liga Süd. Der KSC wurde 1974/75 Meister dieser Spielklasse und stieg in die Bundesliga auf, der VfR hingegen stieg ab. Kübler absolvierte in seinen vier Jahren beim KSC jeweils zwei Spielzeiten in der Bundesliga (60 Spiele, 12 Tore) und in der 2. Liga (55 Spiele, 5 Tore).
Nach seiner aktiven Laufbahn kehrte er nach Heilbronn zurück, übernahm während der Saison 1981/82 beim Oberligisten VfR das Traineramt und trainierte diesen bis zum Ende der Spielzeit 1982/83. Anschließend hatte er noch verschiedene Funktionen im Verein inne.